# Astraeodes areuta
Astraeodes areuta is een vlindersoort uit de familie van de prachtvlinders (Riodinidae), onderfamilie Riodininae.
Astraeodes areuta werd in 1851 beschreven door Westwood.